# Кадыковский карьер
Кады́ковский карье́р (также — Западно-Кадыковский, в отличие от Псилерахского) — один из двух карьеров Балаклавского рудоуправления в Крыму. Находится к югу от населённого пункта Ушаковка и к северо-востоку от села Флотского.
Ныне затоплен грунтовыми водами; используется в качестве резервного источника воды для водоснабжения Севастополя.

## Характеристики
Карьер обеспечивал добычу 2,6 млн тонн в год для Балаклавского рудоуправления — предприятия по добыче и переработке флюсовых известняков на базе Балаклавского месторождения Крыма, недалеко от Балаклавы.
В 2000-х годах был затоплен. Вода пресная, пригодная для питья:
Главный инженер ГУПС «Водоканал» Алексей Степакин подтвердил: содержание в воде меди, свинца, цинка и марганца намного меньше допустимых норм. Это показали лабораторные исследования, которые специалисты ГУПС «Водоканал» проводили в этом году уже три раза. Иными словами, вода в озере пригодна для питья. Разумеется, прежде чем попасть в городские трубы, она пройдёт дополнительную очистку на городском гидроузле.
На 19 декабря 2021 года объём воды оценивался в 4,2 млн м³.

## Водозабор
Специалисты Военно-строительного комплекса 19 декабря 2020 года досрочно сдали полностью автоматизированный водовод из Кадыковского карьера, позволяющий ежесуточно подавать в речку Чёрная и далее по ней на водозабор Севастополя 15 тысяч кубометров воды.
Всего за 68 дней, с учётом сложного ландшафта, военными строителями было проложено более 10 км труб, построена уникальная плавучая насосная станция с шестью высокопроизводительными насосами российского производства.
На начало февраля объём забранной воды составил 742 тыс. м³.
Весной 2021 года водозабор из карьера останавливался на время паводка на реках Чёрная и Бельбек. Паводковые воды реки Бельбек для снабжения Севастополя стали использоваться в марте 2021 года, после открытия Бельбекского водозабора.